# Anda Eibele
Anda Eibele (30 de julho de 1984) é uma basquetebolista profissional letã.

## Carreira
Anda Eibele integrou a Seleção Letã de Basquetebol Feminino, na Pequim 2008, que terminou na nona colocação.